# São Miguel do Guamá
São Miguel do Guamá este un oraș în Pará (PA), Brazilia.